# تومن باراثيون
تومن باراثيون (بالإنجليزية: Tommen Baratheon)‏ هي شخصية خيالية ظهرت في سلسلة روايات الخيال الفنتازيا الملحميّة أغنية الجليد والنار للمؤلف الأمريكي جورج آر. آر مارتن، ومسلسل صراع العروش المقتبس منها. ظهر تومن باراثيون لأول مرة في رواية لعبة العروش عام 1996، وهو الابن الأصغر لروبرت باراثيون وسيرسي لانستر من مملكة ويستروس. ظهر لاحقًا في روايات مارتن صدام الملوك (1998)، وعاصفة السيوف (2000)، ووليمة للغربان (2005) ورقصة مع التنانين (2011). بعد وفاة شقيقه جوفري باراثيون بشكل غير متوقع، توج ملكًا للممالك السبع، على الرغم من أنه سرعان ما وقع تحت التأثيرات المتحاربة لوالدته سيرسي وزوجته مارجري.
في النسخة التلفزيونية من المسلسل الذي أنتجته إتش بي أو، تم تمثيل دور تومن باراثيون من قِبل كالوم واري من الموسم الأول إلى الثاني ودين-تشارلز تشابمان من الموسم الرابع إلى السادس.